# Art is a State of Mind
Art is a State of Mind ist eine sechsteilige Doku-Serie von Aljoscha Pause aus dem Jahr 2022. Die Serie begleitet den Künstler, Kurator und ehemaligen Wirtschaftsjuristen Bernhard Zünkeler.

## Hintergrund und Handlung
2022 veröffentlicht Pause die sechsteilige Langzeit-Dokumentation, in der er den Künstler, Kurator und ehemaligen Wirtschaftsjuristen Bernhard Zünkeler über einen Zeitraum von neun Jahren begleitet. Der Dokumentarfilmer zeigt Zünkelers Abwendung von seinem Leben als Anwalt, seine Suche, seinen Neuanfang und seinen erklärten Versuch, mit Kunst die Welt zu verändern.
Er begleitet ihn beim Aufbau des Artlabs ESMoA und verschiedener Künstlerkollektive wie Freeters sowie beim Etablieren eines globalen Netzwerks zwischen Los Angeles, Havanna und Berlin u. a. mit kubanischen Dissidenten wie Fidel Garcia, dem ehemaligen Gangmitglied und Graffiti-Künstler Big Sleeps aus South Central Los Angeles oder dem Druck-Künstler Jim Reid. Außerdem kommt in der Dokumentation auch die deutsche Autorin Cornelia Funke zu Wort.
Die Erstausstrahlung der kompletten Doku-Serie erfolgte am 11. Juni 2022 auf 3sat.
Am 16. September 2022 erschien die Serie auf Blu-ray als Mediabook mit limitiertem und signiertem Monoprint des Künstlers sowie umfangreichem Bonusmaterial.

## Kritiken
„Man weiß nicht, über was man sich mehr wundern soll: über den Wagemut des Filmhelden, der sein Business-Leben schlagartig umkrempelt, um die Welt zu bereisen und mit Kunst zu verändern, oder über den Filmemacher. Sagt hier nicht nur ein Künstler einem Markt den Kampf an, sondern auch ein Dokufilmer dem kurzlebigen Fernsehgeschäft? Es hat sich gelohnt, für den Regisseur und die Zuschauer. TV-Tipp zum Wochenende: Doku-Bingewatching!“

„Der charismatische Bernhard Zünkeler ist davon überzeugt, dass man das Risiko nicht scheuen darf, wenn man Kunst leben will. Sein Ziel ist dabei weder selbstverliebte Kontemplation noch irgendeine andere Form postmoderner Selbstbespiegelung, sondern nichts Geringeres, als mit künstlerischen Werken die Welt zu verändern, überkommene Denkmuster abzulegen und dem vom Geld dominierten Kunstmarkt eine Vision gesellschaftlich wirksamer Werke entgegenzusetzen.“

„Aljoscha Pauses Doku-Serie Art is a State of Mind ist eine Flut wunderbarer Bilder.“